# Carin Bryggman

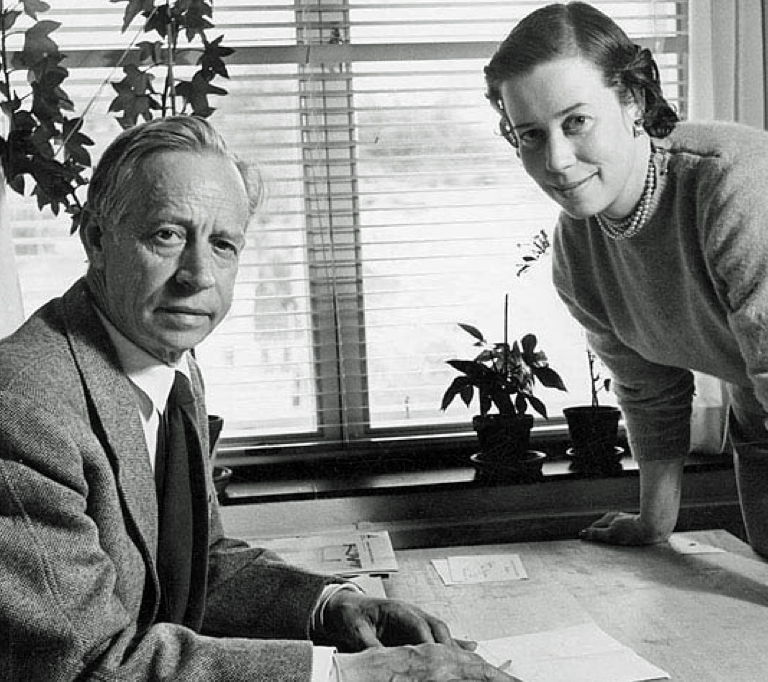
Erik och Carin Bryggman.

Carin Bryggman, född 5 april 1920 i Helsingfors, död 7 april 1993 i Åbo, var en finländsk inredningsarkitekt.
Bryggman, som var dotter till arkitekt Erik Bryggman (1891–1955) och Agda Beatrice Grönberg, blev student 1939 och dimitterades från Konstindustriella läroverket 1944. Hon var verksam på arkitektkontor i Stockholm 1946–1948 och innehade egen byrå från 1949. Hon utförde bank-, butiks- och restauranginredningar och var medlem av delegationen för Åbo slotts restaurering 1949–1961. Hon utförde inredningen till Sibeliusmuseum i Åbo (1968). Hon deltog i konstindustriutställningar, bland annat i Stockholm 1965 och erhöll pris i möbeltävlingar. Hon var gift med inredningsarkitekt Uolevi Nuotio 1952–1961.